# Francisco Caamaño Domínguez
Francisco Caamaño Domínguez (Cee, La Corunya, 8 de gener de 1963) és un polític, professor i advocat espanyol. Va ser nomenat ministre de Justícia d'Espanya el 24 de febrer de 2009.

## Biografia
Llicenciat i doctor en Dret per la Universitat de Santiago de Compostel·la, en la qual fou professor ajudant i professor titular de Dret Constitucional, està casat i té dues filles.
En 1993 va ser designat lletrat del Tribunal Constitucional. En 2001 va tornar a la Universitat de Santiago i en 2002 va obtenir la càtedra de Dret constitucional en la Universitat de València, on va romandre fins a 2004.
Militant del PSOE, en aquest any va ser nomenat per José Luis Rodríguez Zapatero secretari d'Estat de Relacions amb les Corts, posat en el qual es va ocupar de negociar alguns estatuts d'autonomia i de fer reformes en el sistema de votació de les eleccions locals per permetre el vot dels estrangers que vivien a Espanya. En 2008 va continuar en el mateix lloc després de la constitució del nou govern, amb la denominació de secretaria d'Estat d'Assumptes Constitucionals i Parlamentaris, dependent de la vicepresidenta primera, María Teresa Fernández de la Vega. El 24 de febrer de 2009 va assumir el càrrec de ministre de Justícia (en substitució de Mariano Fernández Bermejo), càrrec que va exercir fins al 22 de desembre de 2011. Ha estat secretari general del PSOE de La Corunya des del 2 de juny de 2012 fins al 13 de desembre de 2014.
Ha estat director de la Fundación Democracia y Gobierno Local i codirector de la revista Cuadernos de Derecho Local.

## Obres
- El mandato parlamentario (1992).
- El control de constitucionalidad de disposiciones reglamentarias (1994).
- Normas institucionais de Galicia (1995).
- Jurisdicción y procesos constitucionales (1997).
- El derecho de sufragio pasivo: prontuario de jurisprudencia constitucional 1981-1999 (2000).

## Distincions i condecoracions
- Gran Creu de l'Orde de Carles III (30 de desembre de 2011).[1]